# Rushmore
Vous lisez un « bon article » labellisé en 2020.
Cet article concerne le film Rushmore. Pour le monument américain, voir Mont Rushmore.
Pour plus de détails, voir Fiche technique et Distribution.
Rushmore est un film américain réalisé par Wes Anderson, sorti en 1998. C'est le deuxième long-métrage du réalisateur. Le film raconte l'histoire d'un adolescent excentrique nommé Max Fischer (Jason Schwartzman), élève de l'école privée Rushmore, qui devient ami avec le riche industriel Herman Blume (Bill Murray) ; leur amitié est mise à mal lorsqu’ils tombent tous les deux amoureux de l'institutrice Rosemary Cross (Olivia Williams).
C'est le premier rôle au cinéma de Jason Schwartzman et la première collaboration d'Anderson avec l'acteur Bill Murray. La musique du film comprend de nombreuses chansons de groupes de rock associés à la British Invasion des années 1960, tandis que la musique originale est composée par Mark Mothersbaugh. Le film aborde les thèmes de la famille dysfonctionnelle, la limite floue entre l'enfance et l'âge adulte, l'amitié, l'amour et, pour la première fois dans la filmographie d'Anderson, la mort et le deuil sont évoqués.
Les résultats au box-office sont bons mais modestes, le film est bien noté par les spectateurs et reçoit un accueil très positif de la part des critiques de cinéma. En 2016, le film a été sélectionné pour être conservé au National Film Registry des États-Unis car il est considéré comme culturellement, historiquement ou esthétiquement significatif.

## Synopsis
Max Fischer, 15 ans, est élève dans une école privée appelée Rushmore. Sa mère est morte alors qu'il était enfant et son père est un modeste coiffeur. C'est grâce à une bourse que Max a pu intégrer l'établissement qui est un peu devenu sa nouvelle maison. Peu doué pour les matières qu'on y enseigne, il est en revanche passionné par les activités annexes, il est président et parfois même fondateur de clubs divers allant de l'escrime à l'apiculture. Il se montre particulièrement sérieux pour monter des pièces de théâtre. Sa fantaisie et son aplomb font de lui un personnage central dans l'école, mais le Dr Guggenheim, qui en est le directeur, l'avertit : si ses notes ne montent pas, il devra quitter l'école.
Lors d'une assemblée scolaire, Max rêve qu'il est en cours de mathématiques et résout le problème de géométrie le plus difficile au monde lorsqu'il est réveillé par les applaudissements accueillant Herman Blume à la tribune pour un discours. Blume est un industriel désabusé qui trouve que la gestion de son entreprise de plusieurs millions de dollars est fastidieuse. Son mariage est un échec et il ne supporte plus ses deux fils jumeaux, élèves à Rushmore, qui sont impolis et odieux.  Max est impressionné par le succès d'Herman tandis qu'Herman est étonné de la confiance en soi de Max. Herman en vient à apprécier Max et les deux hommes deviennent amis.
Max rencontre Rosemary Cross, une jeune institutrice britannique en deuil de son époux qui était un ancien élève de Rushmore. Pour l'impressionner, Max se démène pour sauver le latin qui devait être supprimé, il réussit si bien que le latin devient une matière obligatoire. Rosemary apprécie au début les attentions de Max puis elle le repousse quand elle s'aperçoit qu'il envisage sérieusement une relation amoureuse avec elle malgré son jeune âge. Après une pièce de théâtre mise en scène par Max, une adaptation du film Serpico, Herman rencontre Rosemary et tombe lui-même amoureux d'elle, il tente alors de convaincre Max que Rosemary n'est pas faite pour lui. Herman et Rosemary commencent à sortir ensemble à l'insu de Max.
Max a remarqué que Rosemary s'intéresse à l'aquariophilie ; pour l'impressionner, il tente de bâtir un aquarium dans le terrain de baseball de l'école sans autorisation ce qui conduit à son expulsion de Rushmore. Il est alors contraint de s'inscrire dans sa première école publique, le lycée Grover Cleveland. Une camarade de classe, Margaret Yang, essaie de se lier d'amitié avec Max, celui-ci l'ignore au début mais plus tard il lui propose de jouer dans sa nouvelle pièce de théâtre.
Dirk découvre la relation entre Rosemary et Herman, il en informe Max pour le faire souffrir car il veut se venger d'une rumeur à caractère sexuel que Max a lancée à propos de sa mère. Max et Herman passent alors d'amis à ennemis mortels. Max informe la femme d'Herman de la liaison de son mari, mettant ainsi fin à leur mariage. Il introduit ensuite des abeilles dans la chambre d'hôtel d'Herman, ce qui conduit Herman à casser le vélo de Max en roulant dessus avec sa voiture. Max sabote ensuite les freins de la voiture d'Herman et il est arrêté par la police.
Après cet épisode, Max arrête de nuire à Herman et rencontre ce dernier sur la tombe de sa mère. Il explique que la vengeance n'a plus d'importance car même s'il gagnait, Rosemary aimerait toujours Herman. Max est déprimé, il arrête d'aller à l'école et travaille comme apprenti au salon de coiffure de son père. Il se renferme et refuse même de voir Margaret qui lui rend visite à sa maison. Un jour, Dirk s'arrête au salon de coiffure, il apprend à Max que son ancien directeur a été victime d'une crise cardiaque et lui suggère d'aller lui rendre visite à l'hôpital. Max et Herman se rencontrent à l'hôpital, Herman est très déprimé car Rosemary a rompu avec lui à cause de son amour persistant pour son mari décédé.
Max fait une dernière tentative pour séduire Rosemary en faisant semblant d'avoir été blessé dans un accident de voiture pour qu'elle l'accueille chez elle. Quand elle découvre que les blessures de Max sont fausses, elle le repousse de nouveau. Max se donne alors pour mission de reconquérir Rosemary pour Herman. Max et Herman décident de construire un aquarium, ils invitent Rosemary à la pose de la première pierre mais celle-ci ne vient pas. Cette tentative ayant échoué, Max invite ensuite Herman et Rosemary à la représentation de la pièce de théâtre sur la guerre du Vietnam qu'il a écrite, en s'assurant qu'ils seront assis ensemble. Rosemary et Herman se réconcilient et on apprend que Margaret est maintenant la petite amie de Max. Lors du bal organisé après la représentation, Max semble plus serein, il affirme à Rosemary qu'il a peu souffert de son rejet puis tous deux se dirigent sur la piste de danse et le film se termine sur le couple dansant au ralenti.

## Fiche technique
Sauf indication contraire, les informations mentionnées dans cette section peuvent être confirmées par la base de données cinématographiques IMDb,  présente dans la section « Liens externes ».
- Réalisation : Wes Anderson
- Scénario : Wes Anderson et Owen Wilson
- Musique : Mark Mothersbaugh
- Photographie : Robert Yeoman
- Montage : David Moritz
- Décors : David Wasco
- Costumes : Karen Patch
- Production : Barry Mendel et Paul Schiff (en)
  - Coproduction : John Cameron
  - Production exécutive : Wes Anderson et Owen Wilson
- Sociétés de production : Touchstone Pictures et American Empirical Pictures
- Budget : 9 000 000[2] à 10 000 000 $[3]
- Société de distribution : Touchstone Pictures
- Pays de production :  États-Unis
- Langues originales : anglais et latin
- Format : couleurs (Technicolor) - 2,39:1 - 35 mm - DTS / Dolby Digital / SDDS
- Durée : 93 minutes
- Dates de sortie : 
  - États-Unis : septembre 1998 (festivals),11 décembre 1998 (sortie restreinte), 5 février 1999 (sortie nationale)
  - France : 17 novembre 1999

## Distribution
Sauf indication contraire, les informations mentionnées dans cette section peuvent être confirmées par la base de données cinématographiques IMDb,  présente dans la section « Liens externes ».
- Jason Schwartzman (VF : Donald Reignoux) : Max Fischer, un étudiant fantasque de Rushmore
- Bill Murray (VF : Richard Darbois) : Herman Blume, un industriel dépressif
- Olivia Williams (VF : Nathalie Régnier) : Rosemary Cross, l'institutrice britannique
- Seymour Cassel (VF : Jacques Richard) : Bert Fischer, le père de Max, coiffeur
- Brian Cox (VF : Marc Cassot) : Dr Nelson Guggenheim, le directeur de Rushmore
- Mason Gamble : Dirk Calloway, le jeune disciple de Max
- Sara Tanaka (VF : Laurence Sacquet) : Margaret Yang, l'amie de Max
- Stephen McCole (VF : Christophe Lemoine) : Magnus Buchan, un étudiant brutal de Rushmore
- Luke Wilson (VF : Pierre Tessier) : Dr Peter Flynn, l'ami médecin de Rosemary
- Ronnie McCawley (VF : Romain Redler) : Ronny Blume, un fils d'Herman
- Keith McCawley (VF : Charles Pestel) : Donny Blume, un fils d'Herman
- Kim Terry : Mme Blume, la femme d'Herman
- Connie Nielsen : Mme Calloway, la séduisante mère de Dirk
- Patricia Winkler : Mme Whitney, professeure de mathématiques au lycée public
- Andrew Wilson (VF : Julien Kramer) : le coach Beck à Rushmore
- Marietta Marich : Mme Guggenheim, la femme du directeur
- Colin Platt (VF : Adrien Antoine) : le jeune homme jouant Frank Serpico au théâtre
- Kumar Pallana : M. Littlejeans, le jardinier de Rushmore
- Thayer McClanahan (VF : Alexis Tomassian) : George, étudiant et journaliste à Rushmore
- Dipak Pallana (VF : Pierre-François Pistorio) : M. Adams, professeur de mathématiques dans le rêve de Max

 Source et légende : version française (VF) sur RS Doublage et selon le carton du doublage français sur le DVD zone 2.

Acteurs principaux
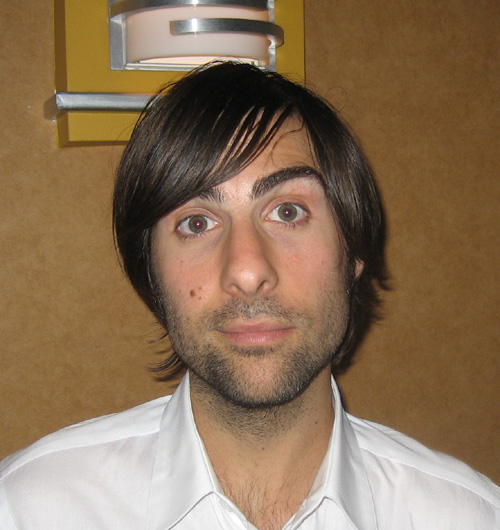
Jason Schwartzman en 2007.
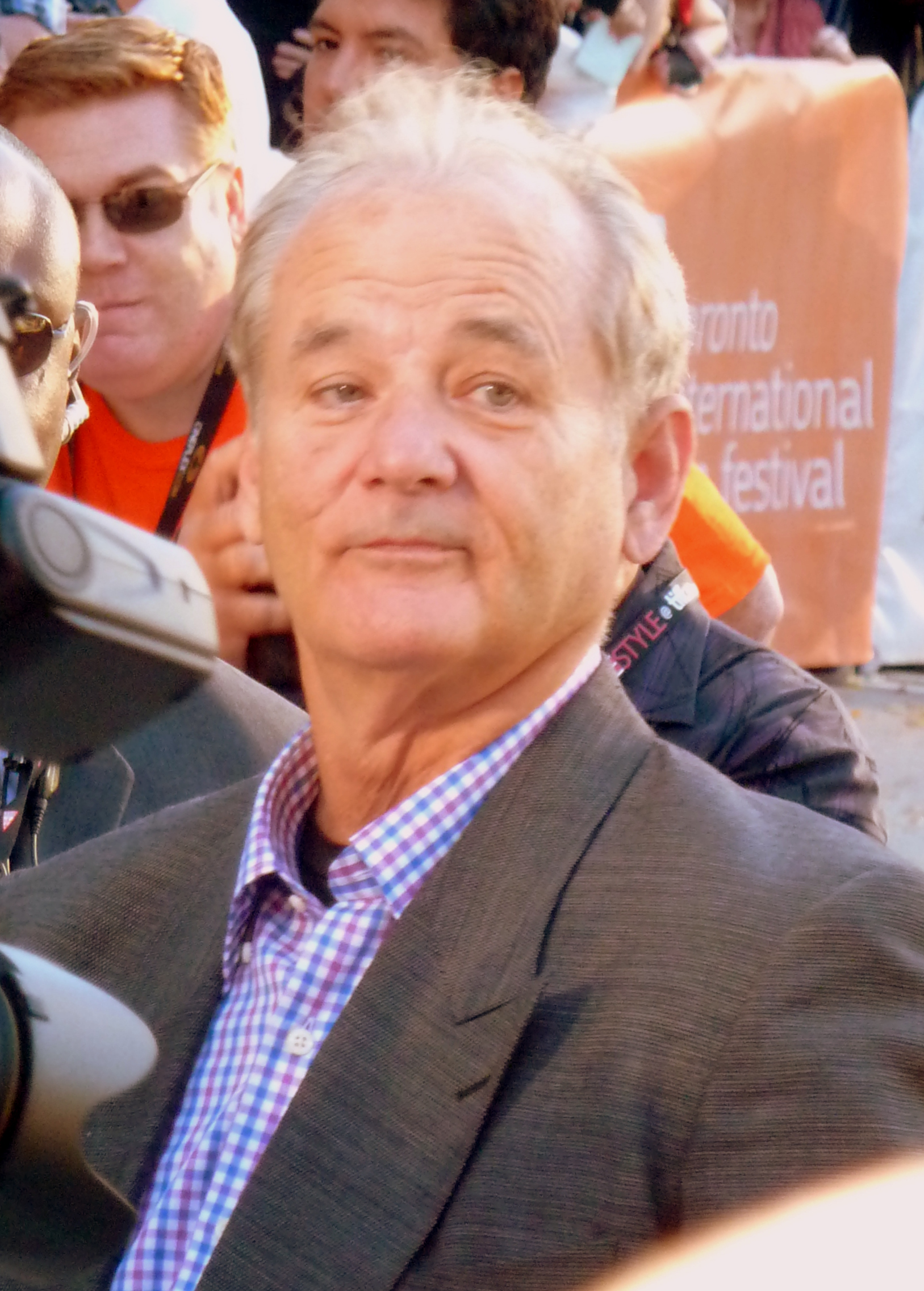
Bill Murray en 2012.
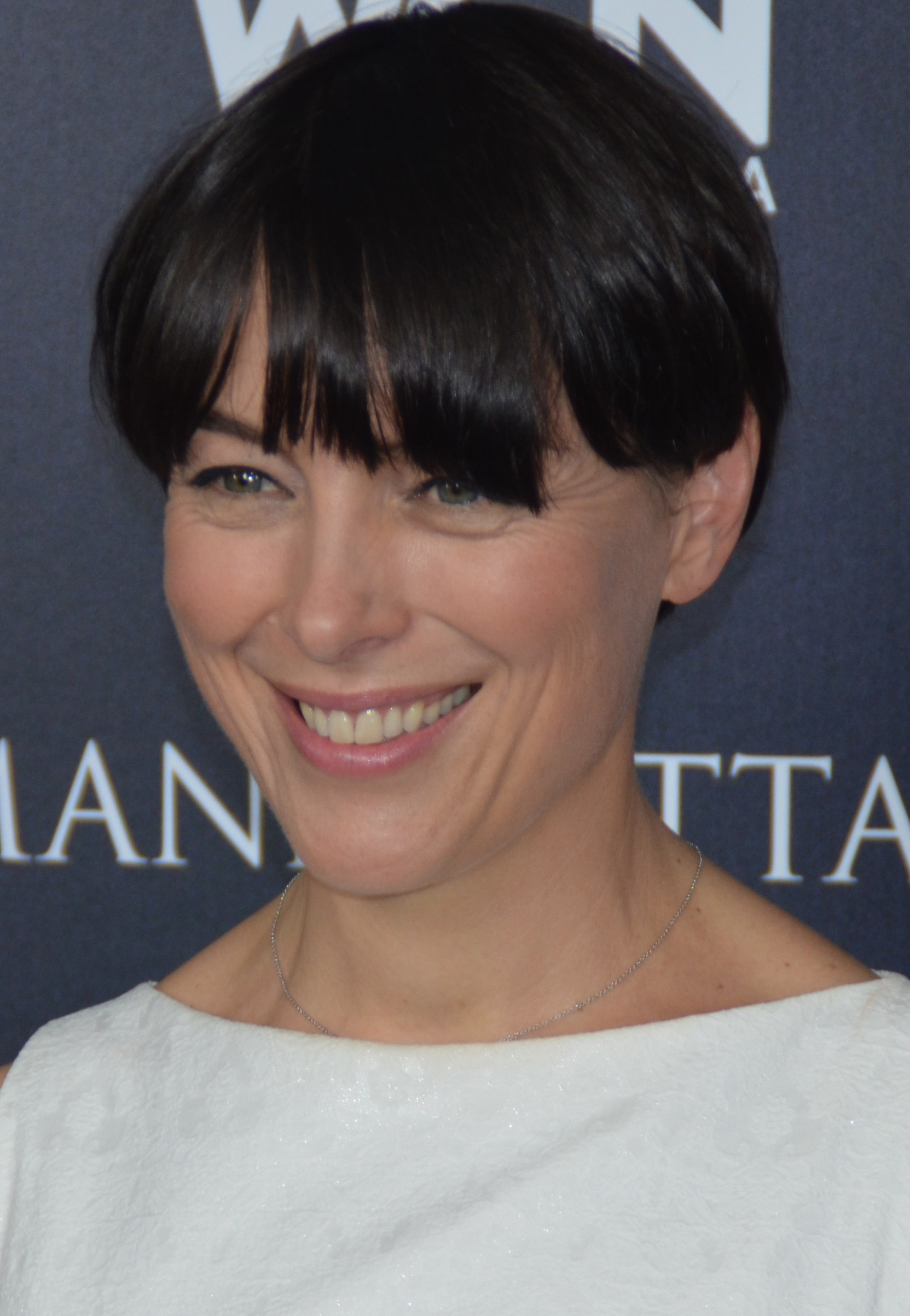
Olivia Williams en 2014.
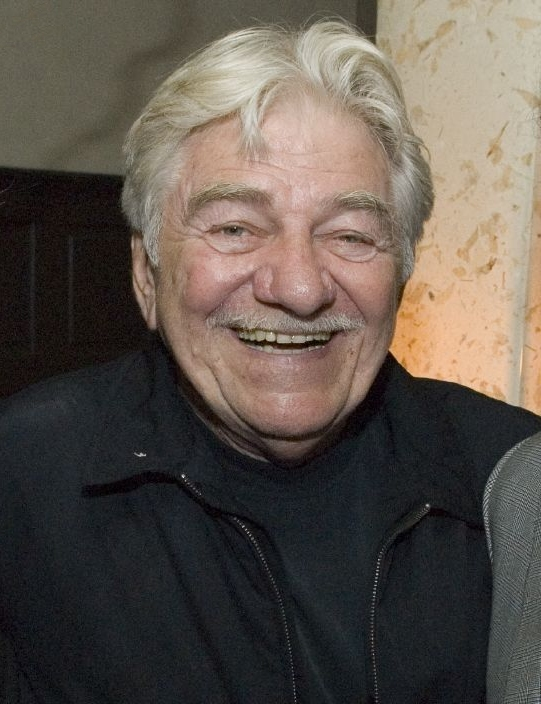
Seymour Cassel en 2007.
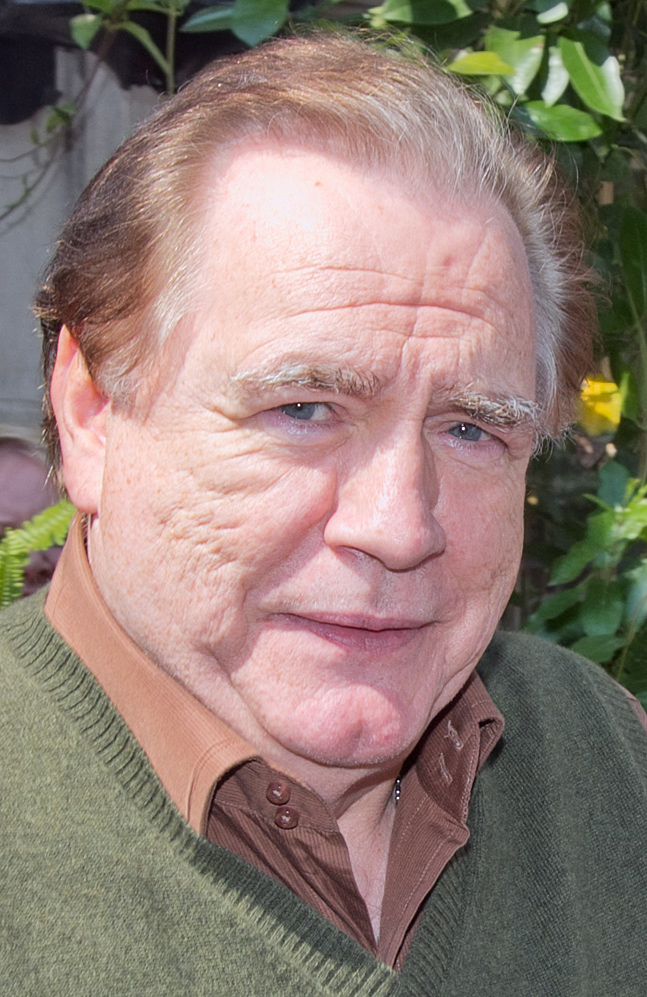
Brian Cox en 2011.

## Personnages
- Max Fischer, joué par Jason Schwartzman, est le héros du film âgé de 15 ans[5]. Il a une allure d'intello mais ce n'est pas l'intello timide classique des films au lycée : ses résultats scolaires sont très mauvais et il est très sûr de lui[6]. Son nom de famille provient du joueur d'échecs américain Bobby Fischer avec lequel il partage un caractère obsessif. Owen Wilson dit à ce sujet : « Je ne m'intéresse pas beaucoup aux échecs mais je m'intéresse vraiment à Bobby Fischer parce qu'il est un peu obsédé par les échecs. Il y a quelque chose de drôle dans ce genre de personnages. Ces personnes n'ont pas conscience de la façon dont elles se présentent aux autres et à quel point elles sont étranges. »[5],[n 1]. Max Fischer veut être considéré comme un expert dans tous les domaines imaginables. Il veut tout diriger et il n'admet pas son incompétence dans la plupart de ces domaines[5]. Personne ne prend Max au sérieux autant que Max lui-même[7], il pense qu'il est l'égal de n'importe quel adulte[8]. Le fait qu'il écrive des pièces de théâtre est inspiré de l'enfance de Wes Anderson qui s'est mis à écrire et jouer des pièces à l'école pour canaliser son énergie au moment du divorce de ses parents[5]. Avec son nom évocateur d'origines juives, son apparence (petit avec des lunettes) et son caractère (un marginal, mal à l'aise avec les femmes), Max partage des similitudes avec les rôles de Woody Allen au début de sa carrière[9].
- Herman Blume, joué par Bill Murray, est un industriel déprimé, âgé d'environ 50 ans, qui a perdu tout lien avec sa famille. C'est un vétéran de la guerre du Vietnam. Owen Wilson dit: « Blume trouve que Max a une sorte de vitalité et d'enthousiasme qui a disparu de sa propre vie, et que ses enfants n'ont pas non plus. Il ne supporte pas ses enfants. Mais ce n'est pas comme si Blume devenait le mentor et Max son petit élève non plus. Ils deviennent amis. En fait, peut-être que Blume admire Max un peu plus que Max admire Blume. »[10],[n 2]. Murray explique : « Un adulte qui veut être ami avec un lycéen est un signe que le gars veut prendre un nouveau départ. »[10],[n 3]. Blume a beaucoup d'argent mais en passant du temps avec un lycéen, il voit une vie plus simple à mener. En Max, il voit quelqu'un qui vit intensément un amour et il se rend compte qu'il n'a pas ressenti cette émotion depuis longtemps[10]. Blume a une tristesse dans les yeux qui donne envie à Miss Cross de s'occuper de lui. Elle le trouve en même temps très drôle par sa maladresse quand il tente de l'approcher : on voit notamment Blume l'espionner caché derrière un arbre et, à la fin de la scène, après lui avoir parlé, il part en courant sans aucune raison[11],[12]. Le film n'explique jamais vraiment pourquoi Blume est déprimé (en dehors de ses fils insupportables et sa femme qui le trompe), Max suppose que ses problèmes proviennent de la guerre du Vietnam et c'est pourquoi il choisit ce sujet pour sa pièce finale[13].
- Rosemary Cross, jouée par Olivia Williams, est une institutrice britannique, âgée d'environ 30 ans, en deuil de son mari Edward Appleby. Olivia Williams trouve son personnage intéressant car il est plus qu'un simple objet d'amour : Miss Cross a ses propres défauts et sa propre histoire, elle fait des erreurs assez impardonnables, pas par méchanceté mais parce qu'elle est déboussolée[11]. Elle admet que Max lui rappelle son défunt mari, elle le laisse ainsi espérer une sorte de lien émotionnel basé sur un homme mort[14]. Rosemary vit dans la maison d’enfance de son mari décédé, elle enseigne à l’école qu’il fréquentait autrefois et elle dort dans sa chambre qu'elle a gardée dans le même état[15].

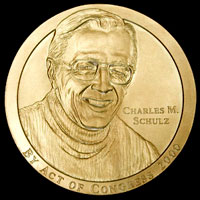
Charles Schulz, l'auteur de Peanuts, a inspiré l'apparence du personnage Bert Fischer.

- Bert Fischer, joué par Seymour Cassel, est le père de Max. Cassel décrit son personnage comme étant l'opposé de Max, il est beaucoup plus réservé mais il encourage son fils à être celui qu'il veut être ou celui qu'il pense vouloir être. Il l'aime beaucoup et lui permet de faire ses expériences[17]. Max fait croire que son père est neurochirurgien alors qu'il exerce le métier de coiffeur. Ce métier fait référence à la bande dessinée Peanuts dont l'auteur Charles Schulz et le héros Charlie Brown ont un père coiffeur. Dans le film, Cassel a une coupe de cheveux et des lunettes semblables à celles de Schulz[16].
- Le Dr Guggenheim, joué par Brian Cox, est le directeur de Rushmore. Il a le malheur d'avoir affaire à Max Fischer, qui, au fond de lui, veut son travail. Ils sont ennemis mais ne peuvent s'empêcher de se respecter[17]. Lorsque Blume lui dit que Max semble brillant, il lui répond : « C'est un de nos pires élèves. »[18],[n 4]. Max est la bête noire du directeur à tel point que lorsque Max lui rend visite à l’hôpital, il sort de son état d'inconscience et s'écrie « C’est Fischer ! » avec une note d'horreur dans la voix[19].
- Dirk Calloway, joué par Mason Gamble, est le disciple de Max âgé d'une dizaine d'années, il est à l'école primaire (4e classe). Bien que beaucoup plus jeune, il est un soutien pour Max et il lui donne des conseils. Anderson a demandé à Mason Gamble de regarder le dessin animé Joyeux Noël, Charlie Brown ! et il lui a ensuite dit qu'il était l'équivalent de Linus l'ami de Charlie Brown[17]. Dirk fait partie de tous les clubs de Max où il est généralement cantonné au rôle d'assistant[20].
- Margaret Yang, jouée par Sara Tanaka, est une élève du lycée public Grover Cleveland qui est amoureuse de Max Fischer. D'après Tanaka, elle n'est pas seulement gentille, elle est le personnage le plus mature du film[17]. Pendant la majeure partie du film, Margaret est rejetée par Max qui est obsédé par Rushmore et Miss Cross[21]. Margaret est une sorte d'équivalent féminin de Max : elle est intelligente mais tout aussi maladroite socialement, elle porte également des lunettes, elle est peu expressive et elle est souvent marginalisée[9]. Dans une version préliminaire du scénario, elle devait porter un doigt en bois car elle avait perdu un doigt dans une expérience scientifique, mais ce trait du personnage a finalement été retiré et utilisé plus tard pour le personnage de Margot dans La Famille Tenenbaum[22].
- Magnus Buchan, joué par Stephen McCole, est un étudiant universitaire écossais en échange scolaire à Rushmore. Il lui manque la moitié d'une oreille. Il tourmente Max et d'autres élèves de l'école pour son propre plaisir sadique. McCole décrit son personnage comme « une personne légèrement perturbée »[17].
- Edward Appleby est le mari décédé de Rosemary Cross qui était explorateur océanique[7]. Il n'apparaît jamais à l'écran mais on aperçoit ses portraits dans sa chambre sous les traits d'Owen Wilson[23]. Il a été élève à Rushmore et il a offert le livre de Cousteau à Rosemary lorsqu’elle avait 13 ans lors d'un voyage en Angleterre[14]. À la mort de son mari, Rosemary a légué le livre à la bibliothèque de Rushmore et c'est ce livre qui va mener Max à elle[7].

## Production

### Écriture du scénario
Wes Anderson et Owen Wilson ont commencé la rédaction du script de Rushmore des années avant la réalisation de Bottle Rocket sorti en 1996. En écrivant Rushmore, ils voulaient créer leur propre « réalité augmentée », à la manière d’un livre pour enfants de Roald Dahl.
Le personnage de Max Fischer est en partie inspiré de la vie des deux scénaristes. Tout comme Max, Wilson fut renvoyé de son lycée, l'école Saint Mark de Dallas. De son côté, Anderson a aussi eu des hautes ambitions dans le choix de son université malgré ses mauvais résultats scolaires. Wilson raconte à ce sujet qu'Anderson lui a dit un jour qu'il voulait changer d'université pour Yale alors que ses résultats de première année à l'université d'Austin étaient désastreux. 
Anderson est également tombé amoureux d’une femme plus âgée que lui.
Un des premiers titres du film était The Tycoon signifiant « le magnat ». Le terme fait probablement référence à Blume, le magnat de l'industrie, mais peut-être aussi à Max qui est une sorte de magnat de l'école.
Rushmore devait en premier lieu être produit par New Line Cinema mais aucun terrain d’entente n’a pu être trouvé concernant le budget du film. Anderson a donc apporté le projet aux studios Disney où Joe Roth, alors président, lui a offert un budget de 10 millions de dollars pour faire le film.

### Influence d'autres œuvres

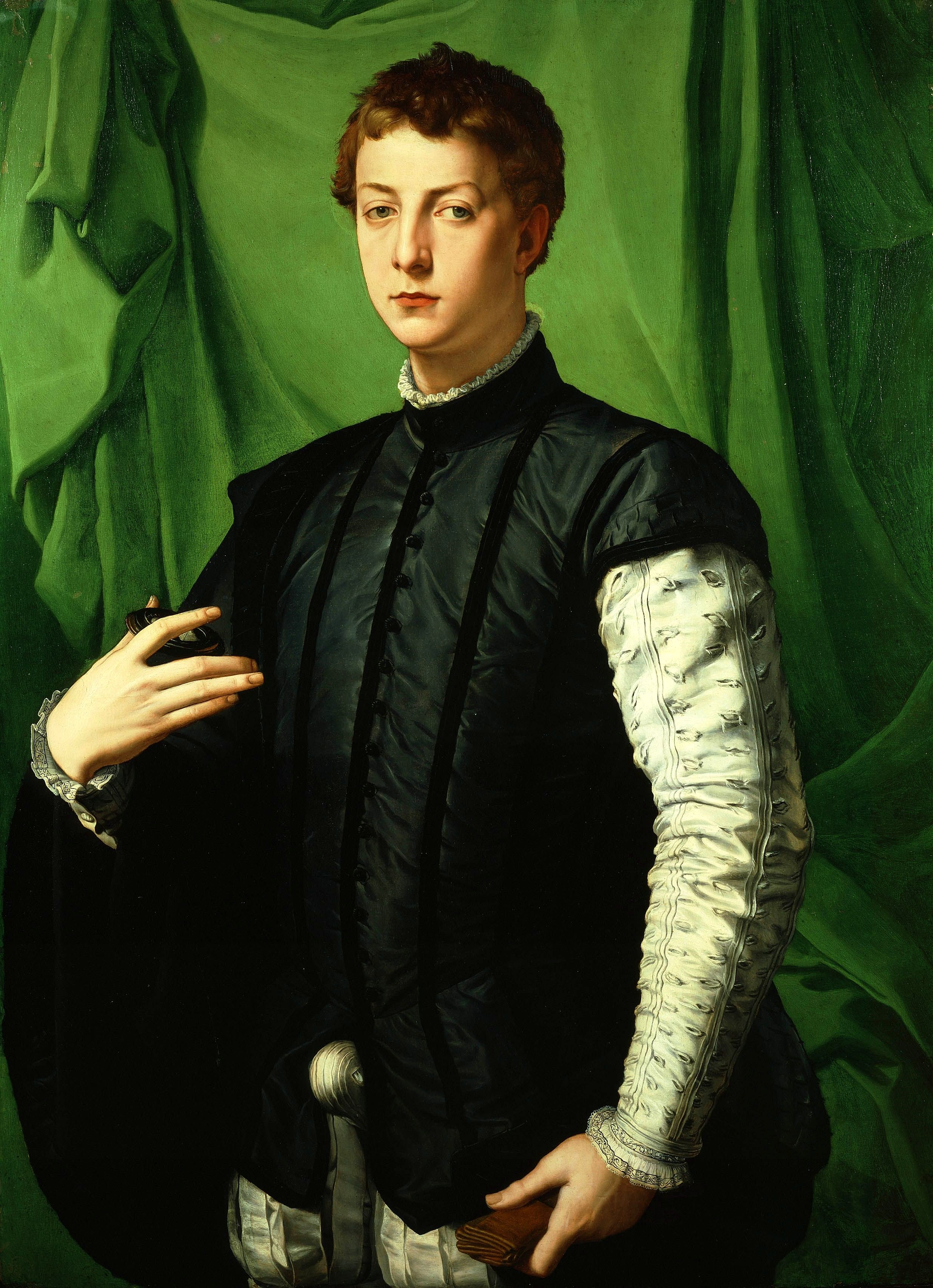
Portrait de Lodovico Capponi par Agnolo Bronzino, source d'inspiration pour l'aspect visuel du film.

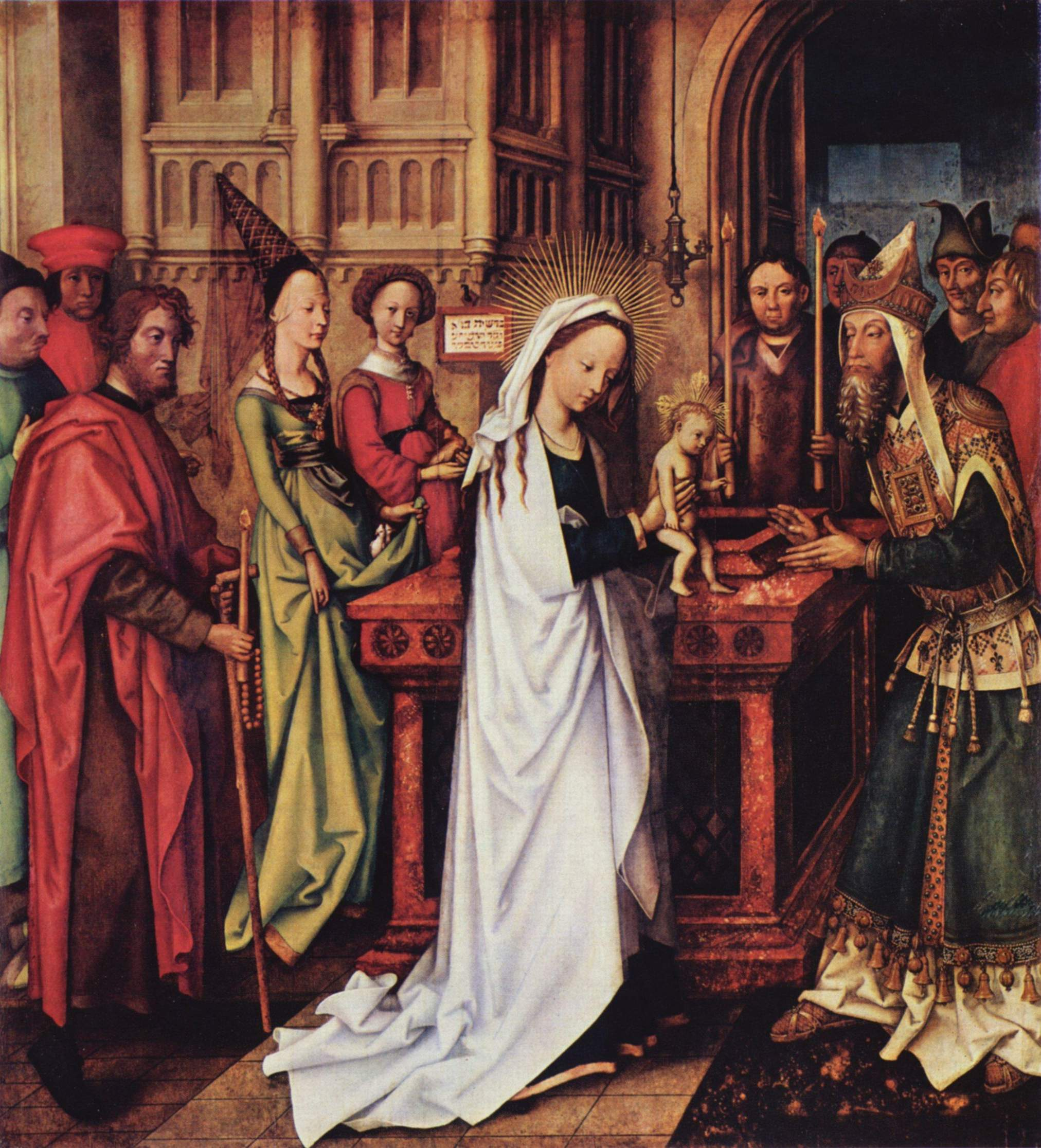
Présentation du Christ au Temple par Hans Holbein l'Ancien, source d'inspiration pour l'aspect visuel du film.

L'aspect visuel de Rushmore est inspiré par des tableaux des peintres de la Renaissance Hans Holbein l'Ancien et Agnolo Bronzino. Rushmore est influencé par le film Le Lauréat (1967), avec Dustin Hoffman dans le rôle principal, notamment pour ses compositions larges, son sens de l'humour et l'utilisation de la musique pop pour illustrer les émotions des personnages en particulier la dépression. Le Lauréat utilise beaucoup la musique pop de Simon and Garfunkel typique des années 1960. Max tombe amoureux d'une femme plus âgée mais contrairement à Benjamin Braddock, le héros du Lauréat, il ne couche pas avec elle.

### Choix des interprètes
Bill Murray a été le premier acteur engagé pour le film.
Anderson et Wilson ont écrit le rôle de M. Blume en pensant à lui, Anderson dit : « c'était vraiment le gars que nous voulions, à partir du moment où nous avons commencé à écrire le scénario. Mais pour faire quelque chose d'un peu plus triste, plus calme et moins méchant que d'habitude. »,.
Murray n'avait aucune raison particulière de faire confiance à Anderson, il n'avait même pas vu son premier film Bottle Rocket et, d'après Anderson, il a accepté le film parce que le scénario lui paraissait clair.
Murray l'a tellement aimé qu'il a accepté de travailler pour le salaire minimum syndical, Anderson a estimé son salaire pour tout le film à environ 9 000 $.
Bien que son rôle en tant que M. Blume soit surtout comique, il est aussi douloureux, étrange, calme et réel. Le producteur Barry Mendel admire le jeu « non sentimental » de Murray : « Il fait beaucoup avec très peu. Si vous ne faites que regarder ses yeux, vous pouvez comprendre toute son histoire. Ce que cette performance nous dit, c'est que nous avons seulement commencé à gratter la surface de ce que Bill peut faire en tant qu'acteur. »,.
Il a été plus compliqué de trouver l'acteur pour le rôle principal de Max Fischer, la recherche a nécessité quatorze directeurs de casting, pendant neuf mois, qui ont auditionné 1 800 candidats aux États-Unis, au Canada et en Angleterre,,. 
Au départ, Anderson voulait recruter un acteur qui ressemblerait à un Mick Jagger de 15 ans du genre maigre ou à Noah Taylor qu'il avait apprécié dans le film australien Flirting (1991). 
En octobre 1997, environ un mois avant le début du tournage, un directeur de casting a rencontré Jason Schwartzman, 17 ans, lors d'une fête. Schwartzman, un musicien dont la mère est l'actrice Talia Shire et dont l'oncle est le réalisateur Francis Ford Coppola, n'avait aucune expérience cinématographique antérieure. Lorsque le directeur de casting lui a dit que le personnage était petit, libidineux, écrivait des pièces de théâtre et aimait les femmes plus âgées, Schwartzman a répondu : « hé, ça me ressemble. »,.
Celui-ci cite ses points communs avec Max : « j'ai écrit des pièces, j'étais excentrique et j'ai eu le béguin pour une femme plus âgée. Cette fille était ma tutrice, elle avait 20 ans et c’était une nageuse de l'équipe de natation de l'UCLA. »,. Contrairement à Max, il a un bon niveau scolaire au lycée. 
Schwartzman s'est présenté à l'audition avec un écusson Rushmore fait maison sur sa veste. Anderson a été convaincu par sa prestation, il se rappelle : « J'ai eu l'impression qu'il serait assez imprévisible dans le rôle et qu'il serait sympathique. Il semblait être à l'aise avec des personnes plus âgées et il paraissait intelligent. »,.
Anderson a préparé l'acteur débutant avant le tournage qui a commencé en novembre 1997. « Wes et moi avons passé des semaines ensemble à parler du personnage, à travailler sur les gestes de la main et le langage corporel », raconte Schwartzman,.
Le rôle de Miss Cross a été conçu à l'origine pour être une Américaine ; cependant, quand l'actrice britannique Olivia Williams a été choisie, le rôle a été changé pour une Anglaise. « Quand je l'ai rencontrée, j'ai pensé que nous aurions dû l'écrire de cette façon »,, dit Anderson, « Max Fischer est un gamin qui veut aller à Oxford. C'est logique. »,. Rushmore est le deuxième film de Williams après The Postman où elle a joué face à Kevin Costner.
Sara Tanaka, une étudiante de l'université Brown, a été choisie pour jouer Margaret Yang. Quand on lui demande comment elle a décroché le rôle, elle rit et dit : « Wes m'a demandé d'enlever mes lunettes. Et j'étais si myope sans elles que je louchais un peu. Il a trouvé ça tellement mignon qu'il m'a engagée. »,.
Les frères Ronnie et Keith McCawley incarnent Ronny et Donny, les jumeaux insupportables d'Herman Blume ; cependant dans la réalité ils ne sont pas jumeaux, Ronnie est plus âgé que Keith de 18 mois. La directrice de casting Mary Gail Artz a repéré les deux garçons dans un magasin de vidéos à Los Angeles, où ils se disputaient. Anderson dit : « C'est ce que l'on appelle un rôle sur mesure. »,.

### Tournage
Le tournage dure de novembre 1997 à fin janvier 1998.

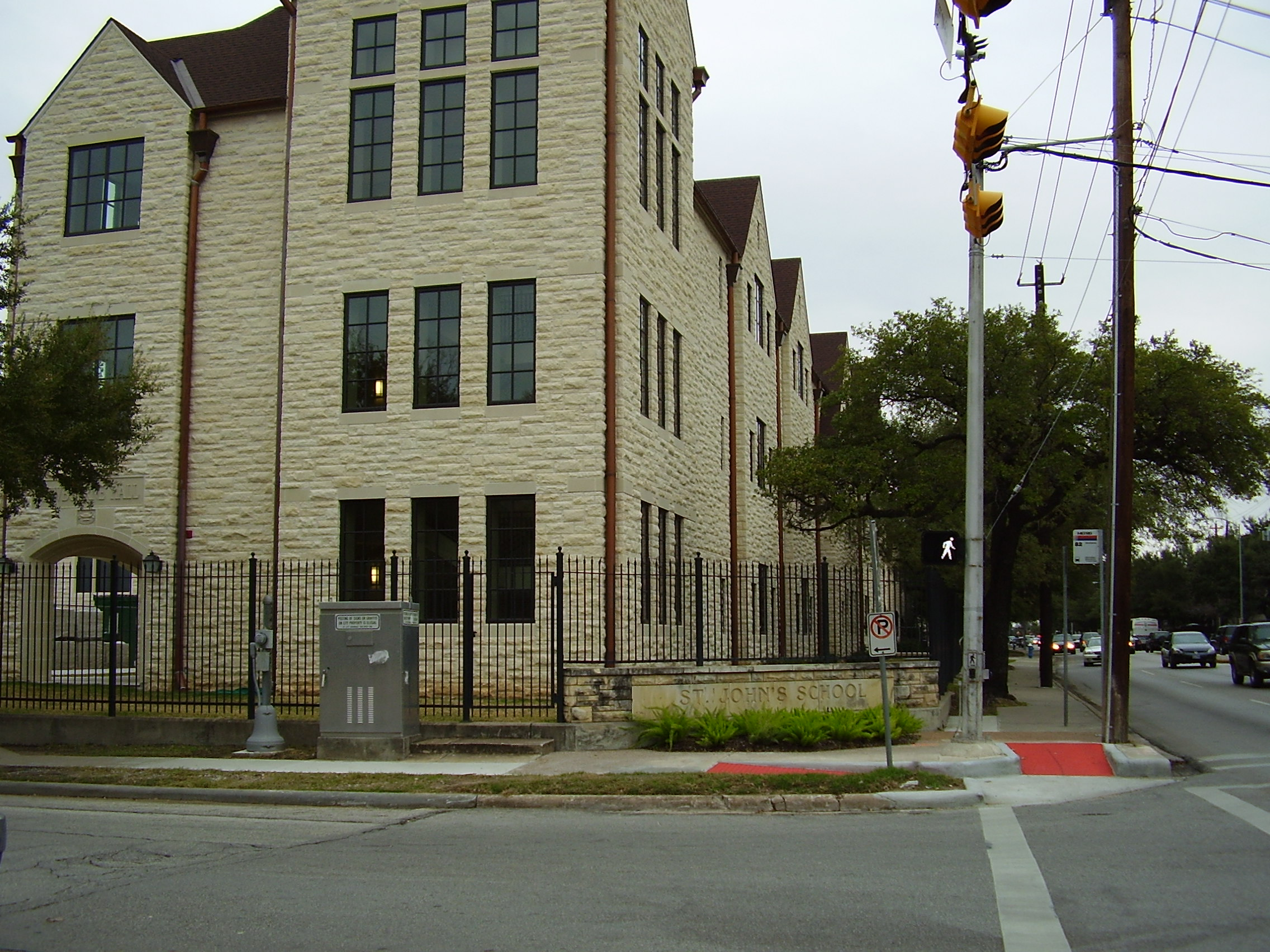
La St. John's School de Houston a été utilisée comme décor pour l'école Rushmore.

Avant le tournage, Anderson s'inquiétait du caractère incontrôlable de Bill Murray, il avait notamment entendu l'histoire du tournage du film Quoi de neuf, Bob ? (1991) où Murray s'est disputé avec Richard Dreyfuss et a jeté la productrice Laura Ziskin dans un lac. Mais finalement Murray s'est très bien entendu avec Anderson et a été un soutien indéfectible : quand le tournage prenait du retard, l'acteur soulevait des sacs de sable et portait des rails de chariot et lorsque la production refuse un plan avec un hélicoptère, Murray donne un chèque de 25 000 $ à Anderson pour couvrir le coût, mais en définitive la scène n'a jamais été tournée,. Murray souligne la bonne ambiance sur le tournage : « Cela me rappelle les premiers films que j'ai tournés, où les gens pouvaient se détendre, et ils n'étaient pas si nerveux à propos de tout. »,.
Pendant la préparation du tournage, Anderson a envisagé de tourner les scènes de l'école privée en Angleterre et les scènes de l'école publique à Détroit afin d'obtenir la variation la plus extrême possible.
Cette idée est abandonnée et le réalisateur prévoit ensuite de tourner dans une école en Nouvelle-Angleterre, à l'automne avec la chute des feuilles ; alors qu'il recherche l'école idéale, sa mère lui envoie des photos de sa propre école à Houston et il réalise que c'était ce qu'il recherchait depuis le début.
Le film est donc tourné à Houston ; le lycée d'Anderson, la St. John's School (en), sert de décor pour Rushmore tandis que le lycée Lamar est utilisé pour représenter le lycée public Grover Cleveland. Dans la réalité, les deux écoles sont en face l'une de l'autre, comme Grover Cleveland et Rushmore dans le scénario, même si Max laisse entendre le contraire lorsqu'il se plaint de manquer le passage des saisons et les couleurs d'automne.
Owen Wilson a été expulsé de l'école privée St Mark à Dallas, il s'est retrouvé au lycée public Thomas Jefferson qui a servi d'inspiration pour le lycée fictif Grover Cleveland,. 
Le bâtiment de Lamar a été modifié pour ressembler à une école délabrée du centre-ville.
Certaines scènes ont été tournées dans d'autres écoles de Houston : le lycée North Shore et l'école Kinkaid. Le lycée North Shore a été utilisé pour tourner la pièce de Max sur la guerre du Vietnam car il a autorisé l'utilisation des effets pyrotechniques (flammes, explosions).
L'usine de Blume est une usine de fabrication d'énormes tuyaux en acier se trouvant à Houston. Au départ, Blume devait être un fabricant de béton mais lors de la recherche de lieux de tournage à Houston, l'usine d'acier a été choisie et Blume est devenu un industriel de l'acier. Le bureau de Blume a été construit sur pilotis à l'intérieur de l'usine et il est le tout premier décor construit pour un film d'Anderson.

### Musique
Les chansons présentées dans Rushmore proviennent de la British Invasion des années 1960. Anderson explique : « Nous avons utilisé la musique de la British Invasion parce qu'elle représente l'autre facette de Max. Il se présente comme quelqu'un de très sophistiqué, portant un blazer et une cravate ; mais, en réalité, c'est un adolescent, et il est plutôt énervé. »,. Anderson a chorégraphié le tournage de certaines scènes par rapport à la musique qu'il avait déjà sélectionnée avant le début du tournage. Mark Mothersbaugh a composé la musique originale du film qui, d’après Anderson, est une partie très importante donnant le ton du film.
| 1.  | Hardest Geometry Problem in the World                           | Mark Mothersbaugh |                 | 1:29 |
| 2.  | Making Time (1966)                                              |                   | The Creation    | 2:55 |
| 3.  | Concrete & Clay (1965)                                          |                   | Unit 4 + 2 (en) | 2:17 |
| 4.  | Nothing In This World Can Stop Me Worrin' Bout That Girl (1965) |                   | The Kinks       | 2:43 |
| 5.  | Sharp Little Guy                                                | Mark Mothersbaugh |                 | 0:43 |
| 6.  | The Lad With The Silver Button                                  | Mark Mothersbaugh |                 | 1:00 |
| 7.  | A Summer Song (1964)                                            |                   | Chad & Jeremy   | 2:37 |
| 8.  | Edward Appleby (In Memoriam)                                    | Mark Mothersbaugh |                 | 0:43 |
| 9.  | Here Comes My Baby (1967)                                       |                   | Cat Stevens     | 2:55 |
| 10. | A Quick One While He's Away (1966)                              |                   | The Who         | 8:41 |
| 11. | Snowflake Music (From Bottle Rocket)                            | Mark Mothersbaugh |                 | 0:38 |
| 12. | Piranhas Are A Very Tricky Species                              | Mark Mothersbaugh |                 | 1:20 |
| 13. | Blinuet                                                         |                   | Zoot Sims       | 4:35 |
| 14. | Friends Like You, Who Needs Friends                             | Mark Mothersbaugh |                 | 1:24 |
| 15. | Rue St. Vincent (1959)                                          |                   | Yves Montand    | 3:22 |
| 16. | Kite Flying Society                                             | Mark Mothersbaugh |                 | 1:19 |
| 17. | The Wind (1971)                                                 |                   | Cat Stevens     | 1:40 |
| 18. | Oh Yoko! (1971)                                                 |                   | John Lennon     | 4:16 |
| 19. | Ooh La La (1973)                                                |                   | Faces           | 3:28 |
| 20. | Margaret Yang's Theme                                           | Mark Mothersbaugh |                 | 1:17 |

Certaines musiques créditées au générique sont absentes du disque : Jersey Thursday (1965) interprétée par Donovan, Take Ten (1963) par Paul Desmond, I Am Waiting (1966) par The Rolling Stones, Hark! The Herald Angels Sing (1965) par le Vince Guaraldi Trio (musique tirée de Joyeux Noël, Charlie Brown !) et Manoir de mes rêves (1943) par Django Reinhardt.

## Accueil

### Festivals
Le film est très bien reçu au festival du film de Telluride en septembre 1998,. C'est également un succès surprise au festival international du film de Toronto et au festival du film de New York qui se déroulent à l'automne 1998.

### Accueil critique
Rushmore est salué par la critique, obtenant 89 % de commentaires positifs sur Rotten Tomatoes pour une note moyenne de 8,09/10 et une note de 86 % sur le site Metacritic.
Le critique John Hartl du Seattle Times apprécie beaucoup le film pour la capacité d'Anderson à nous surprendre, le style visuel assuré, le rythme précis et la qualité des acteurs, en particulier le jeune Schwartzman (17 ans pendant le tournage) qui correspond parfaitement au personnage de Max. 
Le critique Mick LaSalle du San Francisco Chronicle aime aussi beaucoup le film pour son humour pince-sans-rire et désinvolte qui fait sourire constamment et il s'enthousiasme des progrès rapides d'Anderson par rapport à son premier film Bottle Rocket. 
De même, le critique Andrew Pulver du journal anglais The Guardian aime beaucoup le film qu'il considère comme une merveille unique en son genre, pouvant passer du rire aux larmes à tout instant.
Le critique Jonathan Rosenbaum du Chicago Reader apprécie le film pour ses qualités humaines et son style notamment les rideaux qui séparent chaque mois du récit mais il reproche certaines exagérations qu'il apparente au réalisme magique en donnant pour exemple la scène où Max persuade Herman de dépenser huit de ses dix millions de dollars pour un aquarium destiné à gagner l’admiration de Rosemary.
Yann Gonzalez de Chronic'art apprécie beaucoup le film pour son détournement brillant du film d'adolescents, la sérénité du cadrage, la limpidité du montage et le jeu intériorisé des comédiens en particulier le jeu monolithique de Bill Murray.
Roger Ebert du Chicago Sun-Times a un avis plus mitigé, il trouve que Rushmore a une sorte de grâce sans effort durant la mise en place du décor et le développement du personnage de Max mais, ensuite, à partir de la querelle entre Max et Herman, le film lui parait s'essouffler. James Berardinelli du site Reelviews trouve le film moyen car trop peu de blagues fonctionnent, l'intrigue serpente sans direction et les personnages les plus intéressants pour lui, Herman et Rosemary, ne sont pas développés à cause de l'engouement d'Anderson pour Max. Lise Deleuse des Inrockuptibles a un avis moyen sur le film qu'elle qualifie de « gentil petit film un peu court » et « d'agréable divertissement de saison » ; néanmoins elle apprécie la musique du film « remarquable du début à la fin ».
Kenneth Turan du Los Angeles Times n'aime pas le film car il trouve que le héros Max est trop insupportable pour que l'on ait envie de s'attarder dans le monde particulier créé par Anderson.

### Box-office et avis des spectateurs
Rushmore sort aux États-Unis le 11 décembre 1998 uniquement dans deux cinémas, un à New York et un à Los Angeles, pour se qualifier pour les Oscars 1999. Le film est lancé en grande diffusion dans une centaine de salles le 5 février 1999, il atteint un maximum de 830 salles de projection le 5 mars 1999. Il rapporte environ 17 millions de dollars aux États-Unis et 2 millions de dollars à l'international. Le film passe inaperçu en France avec seulement 4 562 entrées.
Le film est très apprécié par les spectateurs : sur IMDb, le film obtient une note moyenne de 7,7/10 basée sur les notes de plus de 160 000 utilisateurs. Sur Rotten Tomatoes, le film recueille un avis positif de 91 % des spectateurs avec une note moyenne de 4,27/5 basée sur les notes de plus de 180 000 utilisateurs.
Sur Allociné, le film obtient une note moyenne de 3,7/5 basée sur les notes de plus de 1 000 utilisateurs.

### Distinctions

#### Récompenses
- New York Film Critics Circle Awards 1999
  - Meilleur acteur dans un second rôle : Bill Murray  pour son rôle dans Rushmore
- Los Angeles Film Critics Association Awards 1999
  - Meilleur acteur dans un second rôle : Bill Murray pour ses rôles dans Sexcrimes et Rushmore
  - Prix de la nouvelle génération : Wes Anderson

#### Nominations
- Golden Globes 1999
  - Meilleur acteur dans un second rôle : Bill Murray  pour le rôle de Herman Blume

#### Conservation au National Film Registry
En 2016, le film a été sélectionné pour être conservé au National Film Registry des États-Unis à la bibliothèque du Congrès car il est jugé culturellement, historiquement ou esthétiquement significatif.

## Analyse

### Un film à l'école atypique
Rushmore est un film se déroulant dans une école qui ne se concentre pas sur le typique mais sur l'exceptionnel, tant au niveau de l'école elle-même qui est une école privée élitiste, que de son personnage principal Max qui est un excentrique ne s'intéressant pas aux filles comme la plupart des lycéens. Rushmore est éloigné des films américains habituels au lycée, basés sur des romances entre adolescents, dominés par des blagues grossières et des tentatives de perdre sa virginité, comme Ça chauffe au lycée Ridgemont (1982) ou American Pie (1999). Ce n'est pas un récit de farces et d'escapades en dehors du lycée comme dans La Folle Journée de Ferris Bueller (1986) et il n'y a pas non plus d'intrusion du surnaturel comme dans Carrie au bal du diable (1976). La tristesse, la nostalgie et la déception contenues dans Rushmore sont rares dans les films américains sur la jeunesse, et c'est en partie cela qui rend Rushmore si particulier.

### Le style Anderson
C'est dans Rushmore que les annotations inscrites sur l'image font leur apparition dans un film d'Anderson, le film précédent Bottle Rocket n'en comporte aucune. Elles sont utilisées deux fois : une première fois dans la scène au début du film qui décrit tous les clubs auxquels Max participe et une deuxième fois plus tard dans le film pour indiquer la co-fondation du club cerf-volant. Ce procédé est utilisé encore davantage dans l'ouverture du film suivant La Famille Tenenbaum. Dans son style typique, Anderson fait de longs plans en poursuite comme lorsqu'il suit Max dans les couloirs vers la classe de Rosemary au début du film.

### Références à la culture populaire

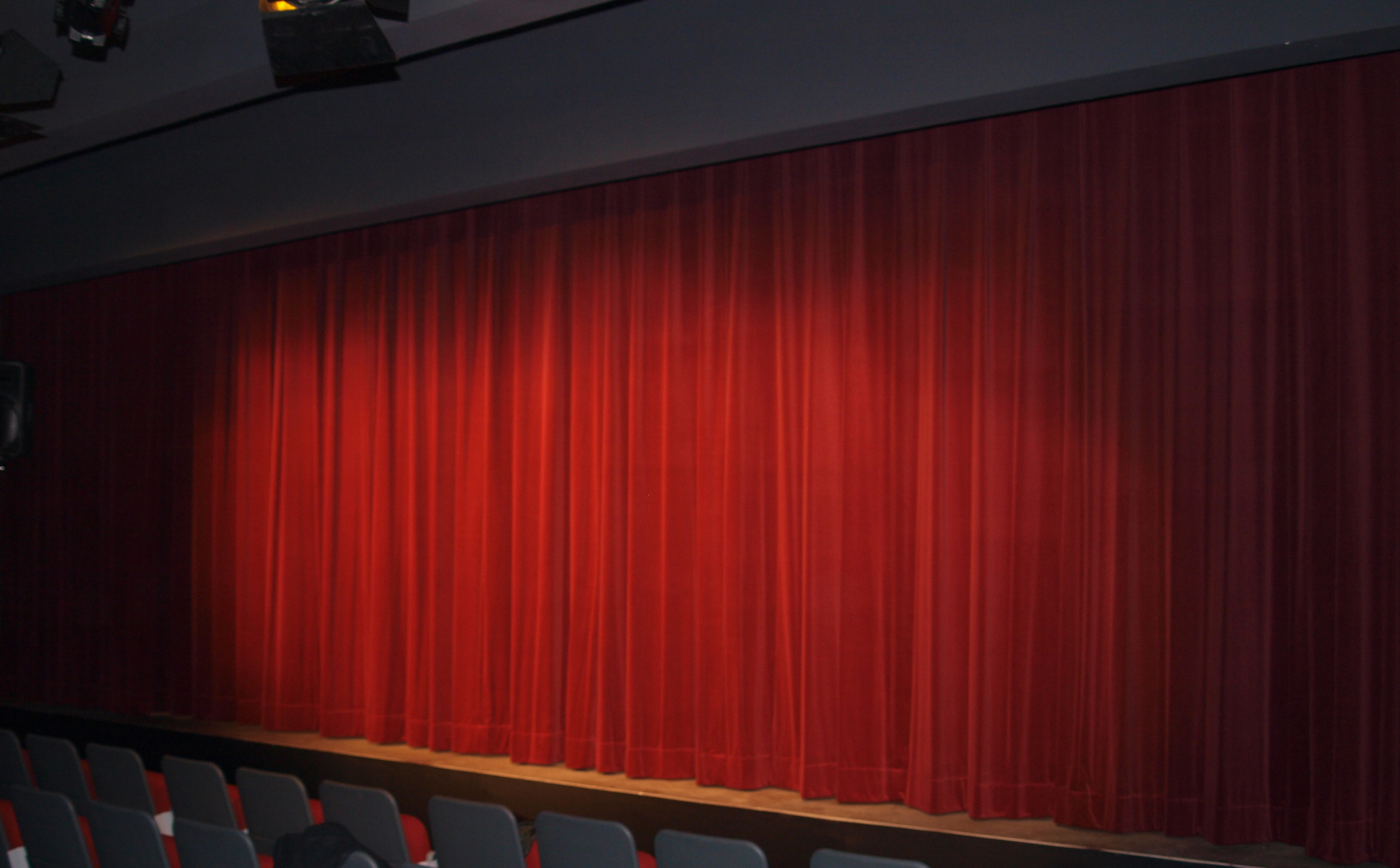
Rideau de théâtre rouge semblable à celui de la pièce finale.